# Emil Petzold
Emil Petzold (ur. 21 listopada 1859 w Wiedniu, zm. 15 sierpnia 1932 we Lwowie) – polski filolog, germanista i polonista, historyk literatury.
W latach 1870–1878 uczęszczał do C. K. Gimnazjum im. Franciszka Józefa we Lwowie. Studiował germanistykę na Uniwersytecie Lwowskim pod kierunkiem Ryszarda Wernera. Doktorat uzyskał w roku 1897. Pracę nauczycielską rozpoczął w Samborze, następnie nauczał we Lwowie.
Dzięki znajomości polskiej i niemieckiej literatury odnosił duże sukcesy w rozprawach komparatystycznych. Pracę doktorską i habilitacyjną poświęcił literaturze niemieckiej. Jedna z jego rozpraw, poświęcona wyłącznie literaturze polskiej (O "Czatach" Mickiewicza) została określona przez Kleinera jako wzór analizy. Od 1915 wykładał na Uniwersytecie Lwowskim jako docent prywatny. Był członkiem czynnym Towarzystwa Naukowego we Lwowie.